# Lepisanthes sambiranensis
Lepisanthes sambiranensis är en kinesträdsväxtart som beskrevs av Buerki, Callm. & Lowry. Lepisanthes sambiranensis ingår i släktet Lepisanthes och familjen kinesträdsväxter. Inga underarter finns listade i Catalogue of Life.